# Chiesa di San Cristoforo (Caslano)
La chiesa di San Cristoforo è un edificio religioso che si trova a Caslano, in Canton Ticino. È sede dell'omonima parrocchia.

## Storia

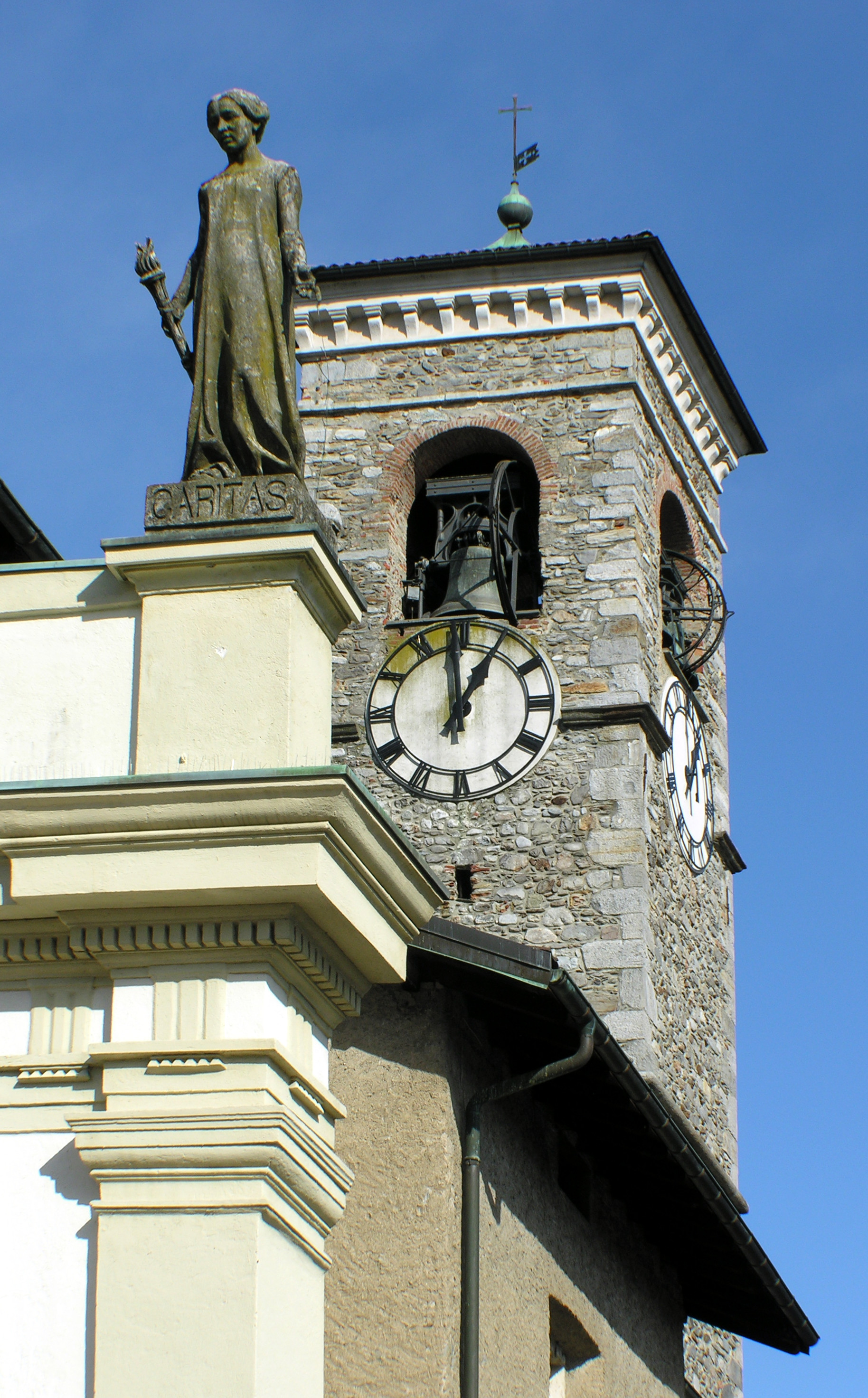
Particolare del campanile

La struttura viene citata per la prima volta in documenti storici risalenti al 1352 sotto forma di oratorio edificato in stile romanico. Fra il 1636 ed il 1653 venne edificata la chiesa attuale in stile barocco, inglobando il preesistente oratorio di cui una parte costituisce l'odierna sagrestia.

## Descrizione
La chiesa ha una pianta ad unica navata coperta da una volta a botte lunettata. La campata antecedente il presbiterio ha invece una copertura a crociera. L'interno è riccamente ornato di stucchi e affreschi eseguiti a più riprese nel corso dei secoli. 				
Dal 1966 vi è sulla facciata un mosaico policromo di Aurelio Gonzato.
Sulla cantoria in controfacciata si trova l'organo a canne Mascioni opus 845, costruito nel 1964. A trasmissione elettrica, ha 17 registri su due manuali e pedale.